# ياسمين الأجرب
هي لاعبة كرة قدم أردنية تلعب كلاعبة خط وسط في نادي الاستقلال في الدوري الأردني للسيدات للمحترفين ومنتخب الأردن للسيدات.

## روابط خارجية
- ياسمين الأجرب على الأرشيف الرياضي العالمي